# Adetomyrma goblin
Adetomyrma goblin (del inglés goblin ("duende" o "trasgo"), en referencia a su aspecto similar) es una especie de hormiga endémica de Madagascar.
La especie fue descrita en 2012 por Yoshimura y Fisher.